# Peperomia rubella
Peperomia rubella es una especie de planta con flores de la familia Piperaceae, endémica de Jamaica. Es una planta herbácea y perenne, con tallos rojizos y hojas carnosas, elípticas y de color verde oscuro generalmente dispuestas en grupos de cuatro.

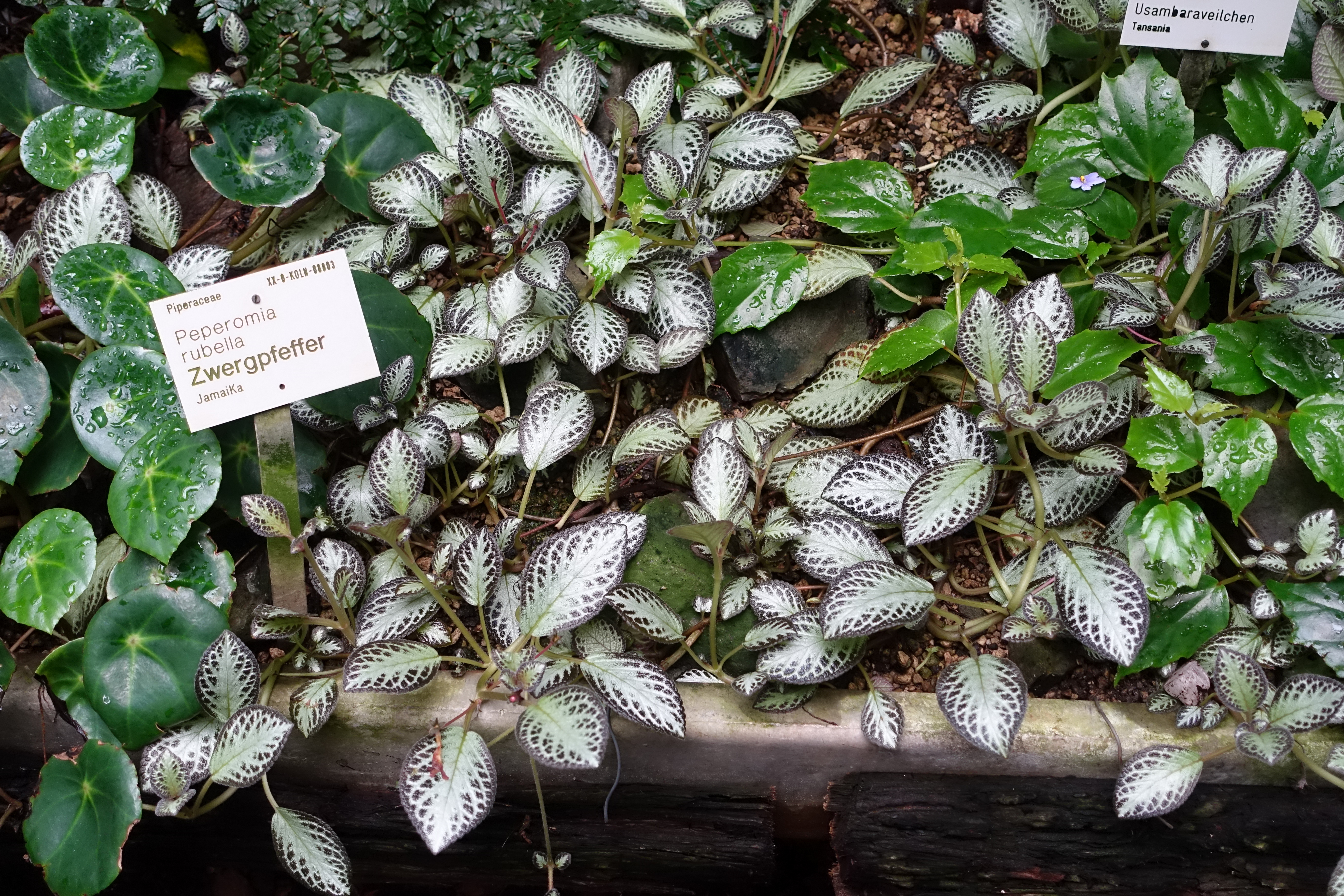
Cultivar variegado.

## Galería

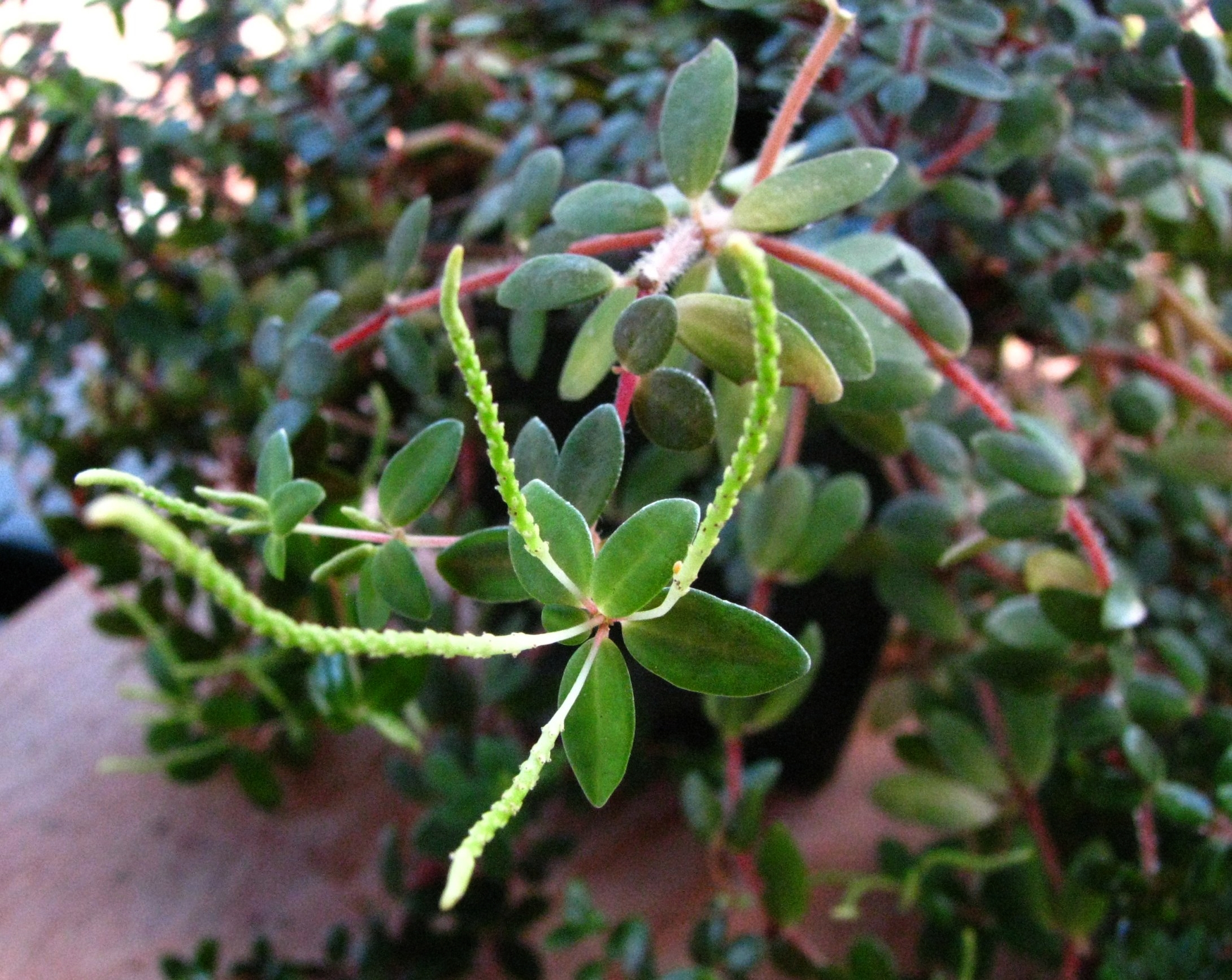
Planta con inflorescencias
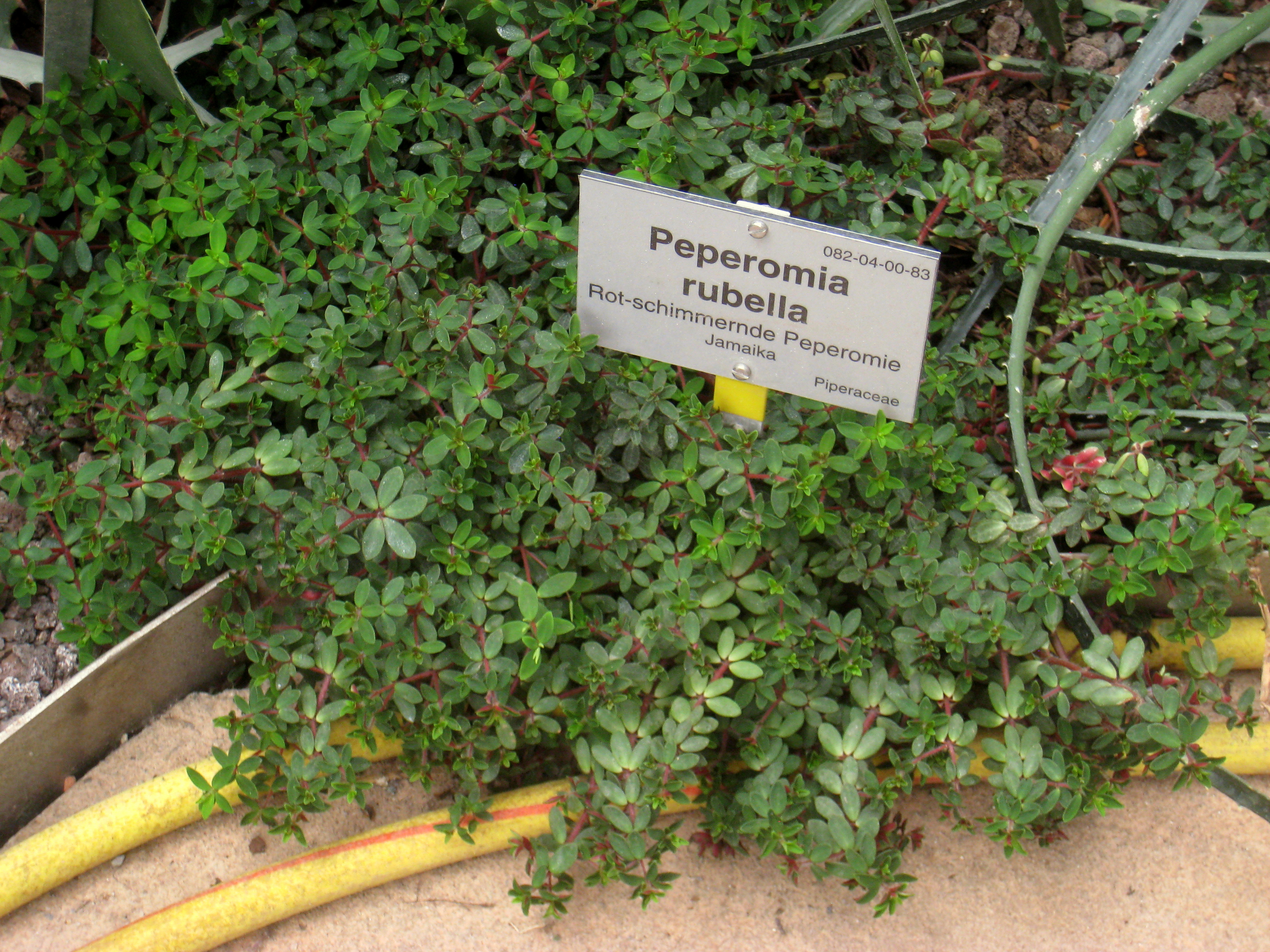
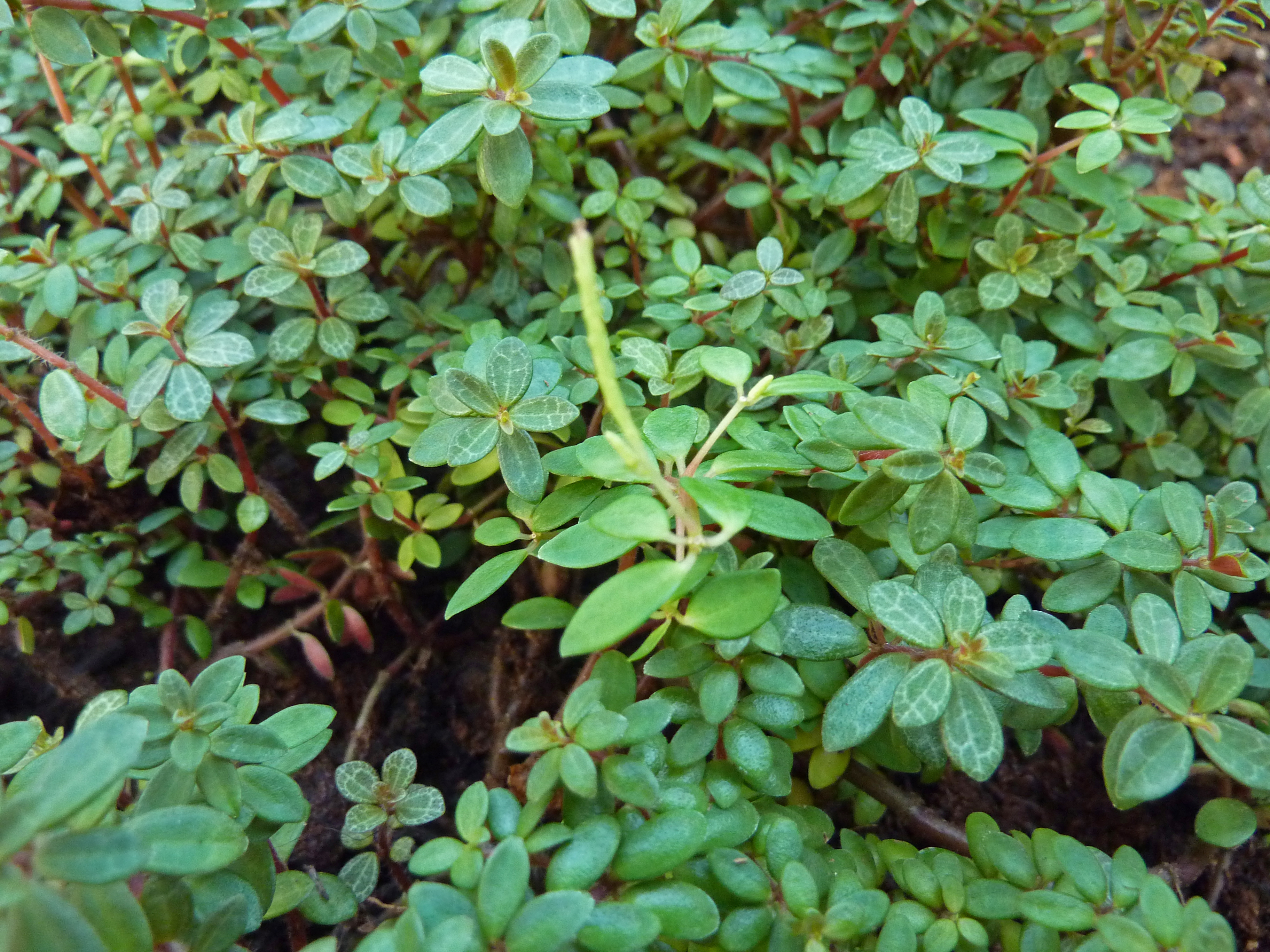
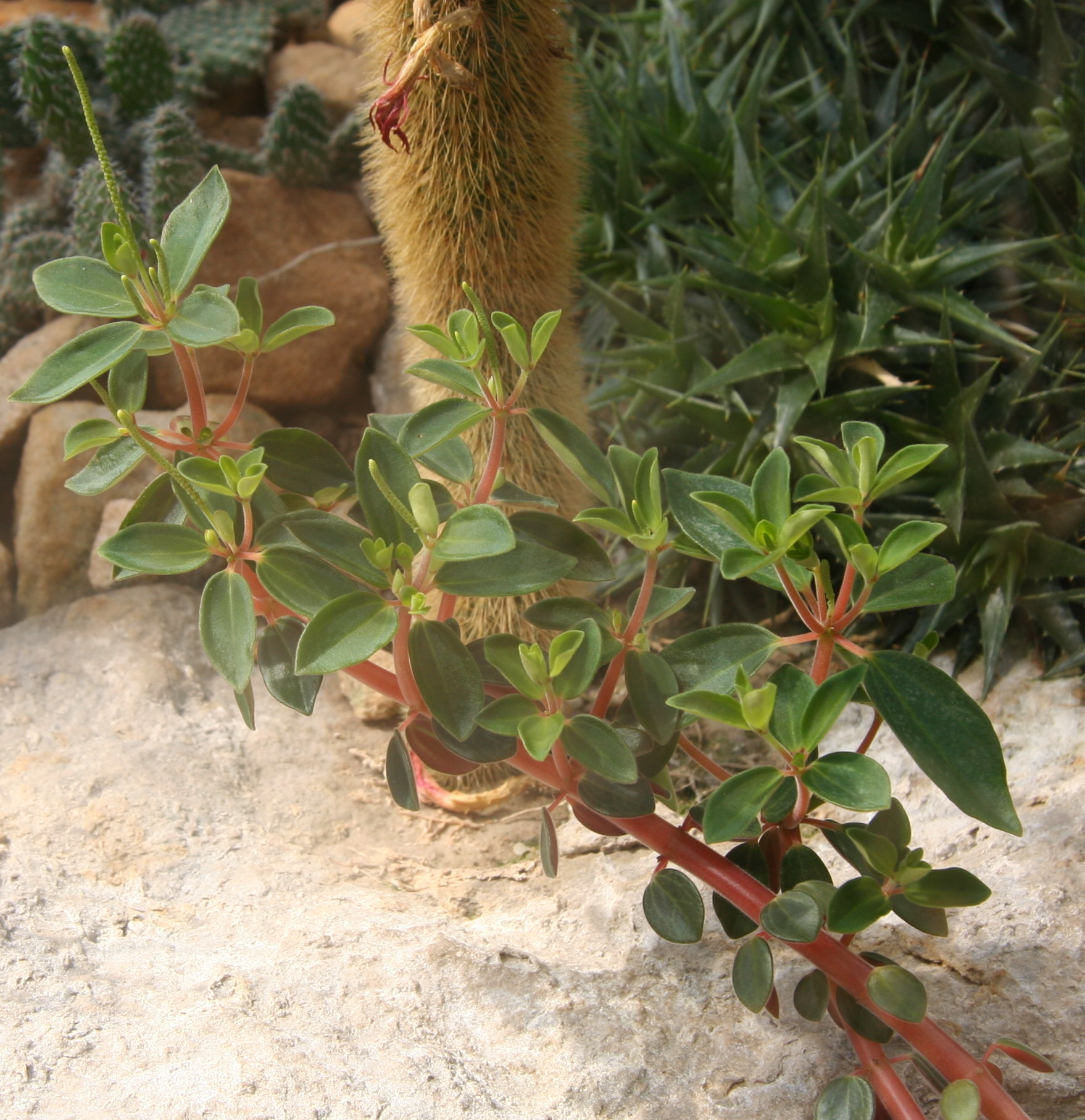
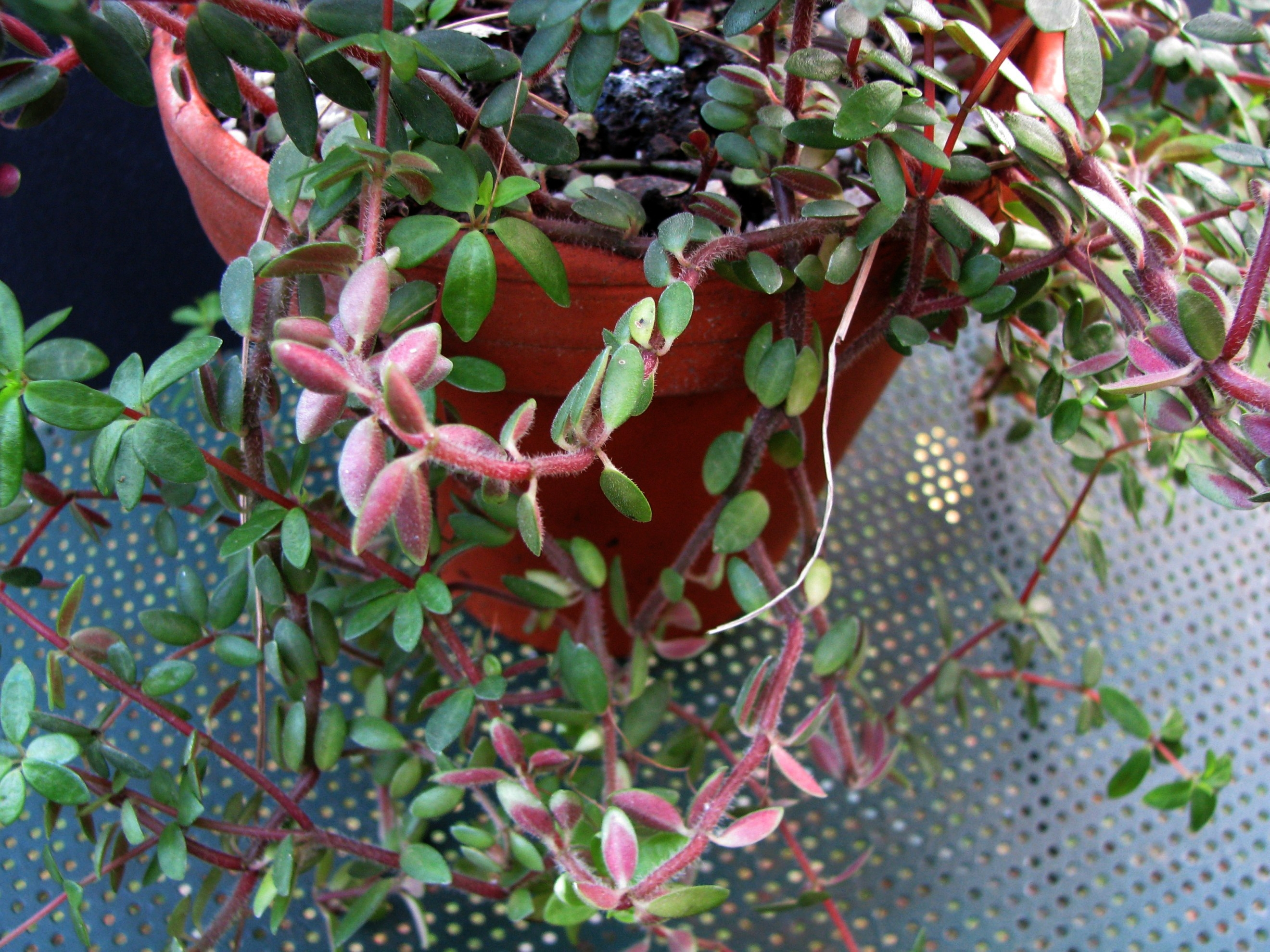
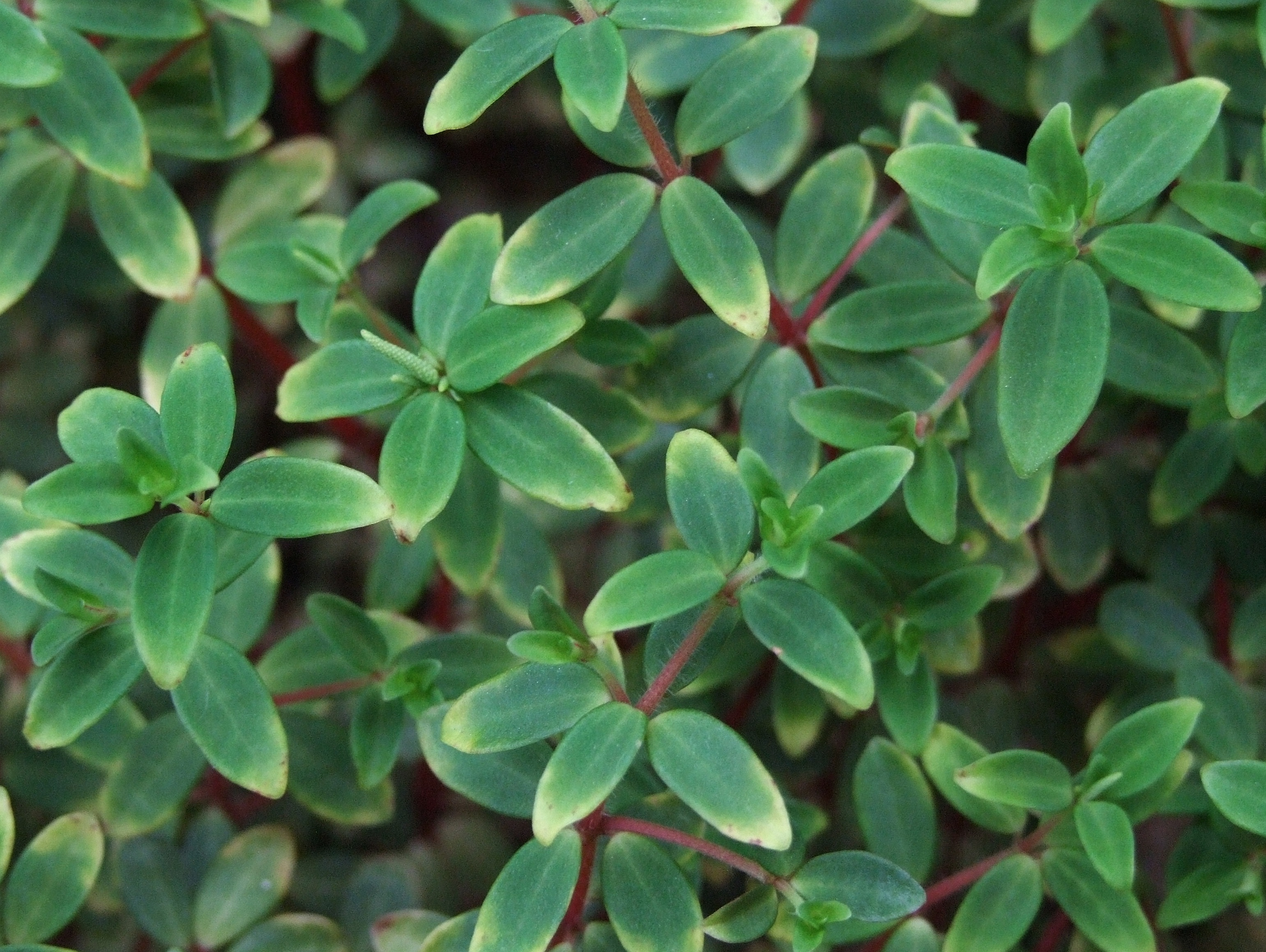
hojas en detalle